# Casas adosadas en Gran Bretaña

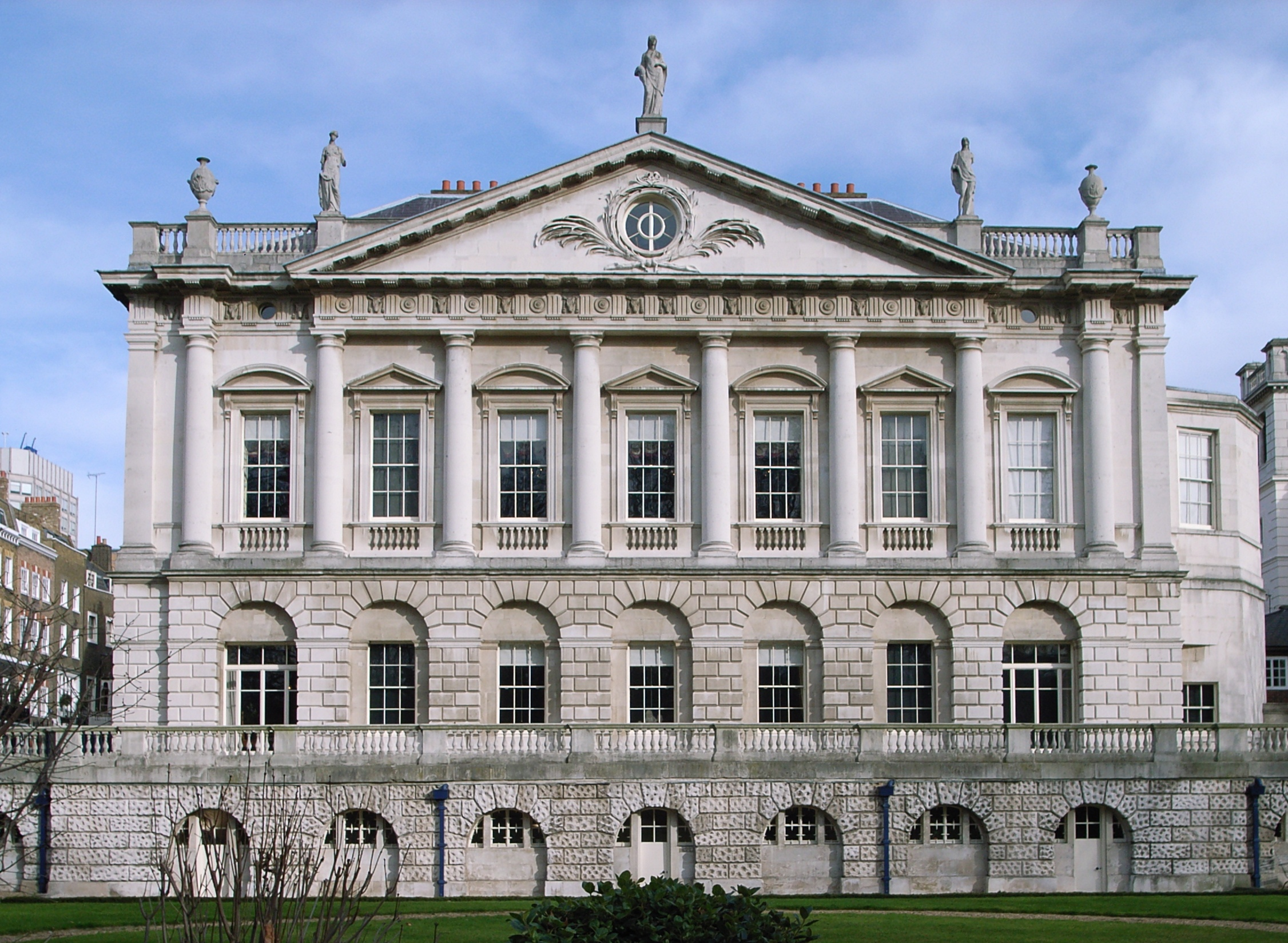
Spencer House en St James's, Londres, una de las últimas casas adosadas auténticas que se conservan y que aún pertenece a la familia noble que la construyó, los Spencer, aunque ahora generalmente se alquila comercialmente. La casa de campo correspondiente es Althorp en Northamptonshire.

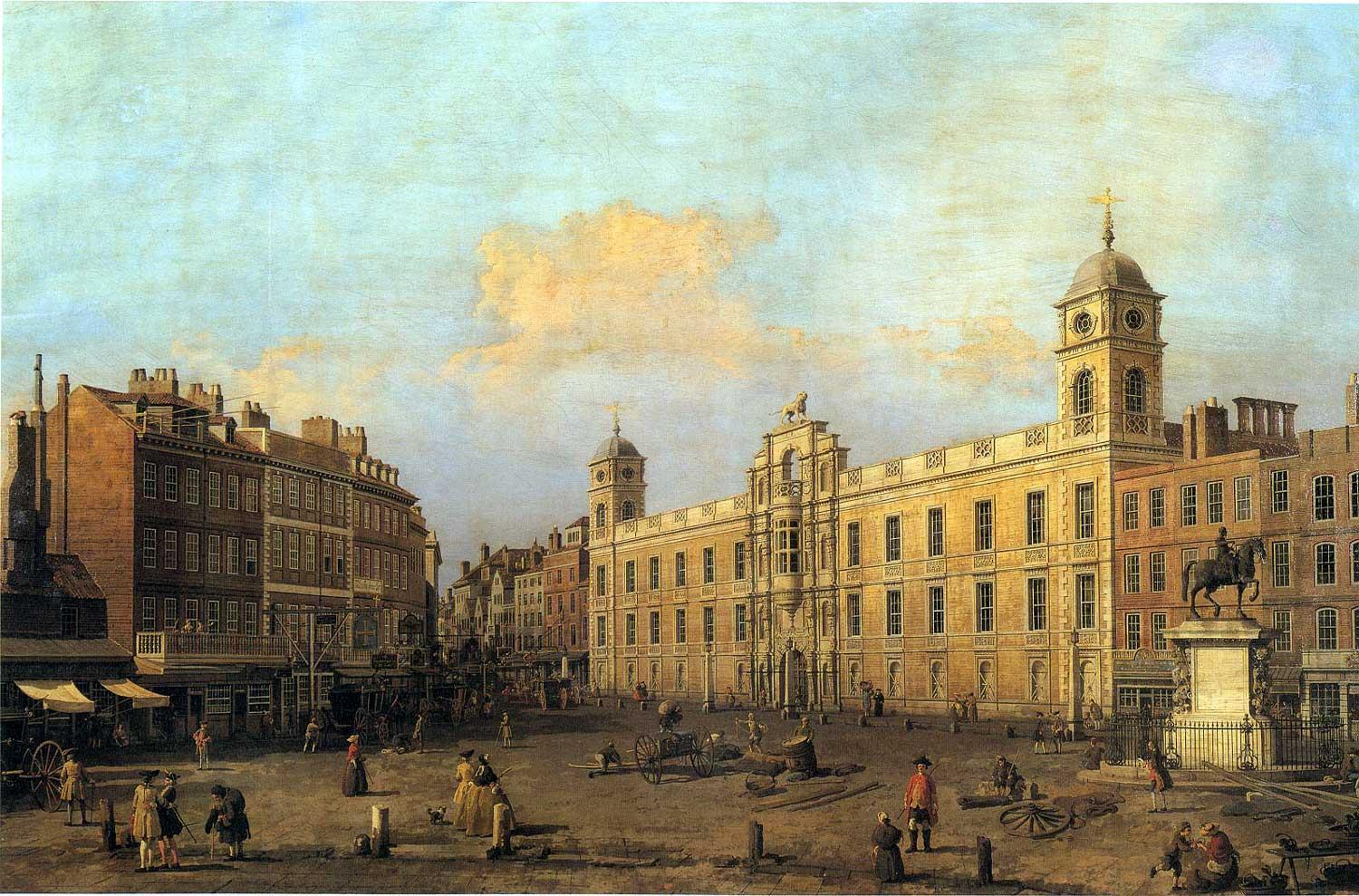
El frente de Strand de Northumberland House en 1752 por Canaletto. Observe el "Percy Lion" encima de la fachada central.

En el uso británico, el término casa adosada o townhouse en inglés, se refería originalmente a la residencia opulenta de un pueblo o ciudad (en la práctica, normalmente en Westminster, cerca de la sede del monarca) de un miembro de la nobleza o la nobleza, a diferencia de su sede de campo, generalmente conocida como un country house o, coloquialmente, para los más grandes, casa señorial. Las casas adosadas más grandiosas de Londres eran edificios independientes, pero muchas eran edificios adosados.
Los promotores inmobiliarios y agentes inmobiliarios británicos suelen comercializar nuevos edificios como casas adosadas, siguiendo el uso norteamericano del término, para engrandecer las viviendas modestas y evitar la connotación negativa de las viviendas adosadas baratas construidas en la época victoriana para alojar a los trabajadores. El pedigrí aristocrático de las viviendas adosadas, como las que sobreviven, por ejemplo, en St James's Square en Westminster, está ampliamente olvidado. En concepto, la casa aristocrática es comparable al hôtel particulier, que albergaba en particular al noble francés en París, así como a la domus urbana de los nobiles de la Antigua Roma.

## Contexto
Históricamente, una casa de pueblo (posteriormente townhouse) era la residencia en la ciudad de una familia noble o adinerada, que sería propietaria de una o más casas de campo, generalmente casas solariegas, en las que vivían gran parte del año y de las fincas circundantes de las que derivaban. gran parte de su riqueza y poder político. Muchos de los Inns of Court de Londres cumplieron esta función; por ejemplo, Gray's Inn era la casa londinense de Reginald de Grey, primer barón Gray de Wilton (m. 1308). Se requería una vivienda en Londres, o en la ciudad provincial del condado en el que se encontraba su finca, para asistir a la corte real, asistir al Parlamento, para la transacción de negocios legales y negocios en general. A partir del siglo XVIII, los terratenientes y sus sirvientes se trasladaban a una casa urbana durante la temporada social en la que se celebraban bailes y otras reuniones sociales. 
A partir del siglo XVIII, la mayoría de las casas eran adosadas; Uno de los éxitos de la arquitectura georgiana fue persuadir a los ricos para que compraran casas adosadas, especialmente si estaban en una plaza ajardinada. Sólo una pequeña minoría de ellos, generalmente los más numerosos, se destacaron; incluso los aristócratas cuyas casas de campo tenían terrenos de cientos o miles de acres vivían a menudo en casas adosadas en la ciudad. Por ejemplo, el duque de Norfolk estaba sentado en el castillo de Arundel en el campo, mientras que desde 1722 su casa en Londres, Norfolk House, era una casa adosada en St James's Square, aunque tenía más de 100 pies (30 metros) de ancho. Antiguamente, los duques de Norfolk también tenían una casa, más propiamente un palacio ducal, en la ciudad de Norwich, capital del condado de Norfolk, que fue ampliada considerablemente por Thomas Howard, cuarto duque de Norfolk (muerto en 1572), cuya residencia en Londres La casa era entonces la Cartuja de Londres, en las afueras del muro norte de la ciudad de Londres, y pasó a llamarse "Howard House".

## Inglaterra

### Londres

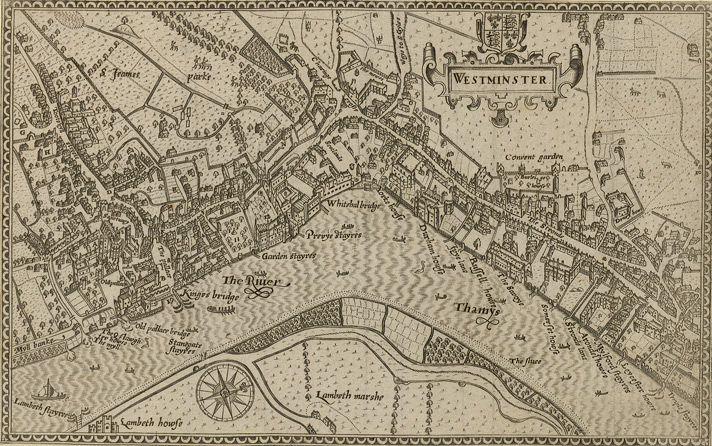
1593 Mapa de Westminster de Norden, muestra y nombra muchas grandes casas adosadas de Londres en Strand: Yorke House, Durham House, Russell House, Savoy Palace, Somerset House, Arundel House, Leicester House, todas aguas abajo del Palacio de Whitehall. El Palacio de Lambeth está marcado como "Lambeth Howse".

En la Edad Media, las residencias de la nobleza londinense generalmente estaban situadas dentro de los muros o límites de la ciudad de Londres, a menudo conocidas como "posadas", como se denominan sus equivalentes franceses hôtel. Por ejemplo, Lincoln's Inn era la casa adosada del conde de Lincoln, y Gray's Inn del barón Gray de Wilton. En aquella época la Torre de Londres, dentro de la ciudad, todavía estaba en uso como palacio real. Gradualmente se extendieron hacia Strand, la principal vía ceremonial desde la ciudad hasta el Palacio de Westminster, donde se realizaban los asuntos parlamentarios y judiciales. Áreas como Kensington y Hampstead eran aldeas rurales fuera de Londres hasta el siglo XIX, por lo que las mansiones en estas áreas, como Holland House, no pueden considerarse verdaderas casas históricas. Los obispos también tenían residencias en Londres, generalmente denominadas palacios, que se enumeran a continuación.
La residencia más importante de Strand fue el Palacio Saboya, residencia de Juan de Gante, duque de Lancaster, el hombre más rico del reino en su época y padre del rey Enrique IV. Su sede principal era el castillo de Bolingbroke en Lincolnshire. El Strand tenía la ventaja de estar frente al río Támesis, lo que daba a los nobles sus propios lugares de aterrizaje privados, al igual que los palacios reales de Whitehall y Westminster y más lejos de la ciudad de Greenwich y Hampton Court. La siguiente moda fue trasladarse aún más hacia el oeste, hasta St James's, para estar cerca de la corte real Tudor. En el siglo XVIII, Covent Garden fue desarrollado por el duque de Bedford en su Bedford Estate, y Mayfair por la familia Grosvenor en su Grosvenor Estate. La última moda antes de la era moderna fue la de una residencia en la antigua tierra pantanosa de Belgravia, en la parte sur de Grosvenor Estate, desarrollada después del establecimiento de Mayfair por el duque de Westminster. Muchas casas aristocráticas fueron demolidas o dejaron de usarse con fines residenciales después de la Primera Guerra Mundial, cuando la escasez y el mayor gasto de los sirvientes domésticos hicieron impráctico vivir a gran escala. Los siguientes ejemplos, la mayoría de los cuales ahora están demolidos, son comparables al hôtel particulier parisino:

#### Casas seculares
- El albany
- Casa Apsley, duque de Wellington;

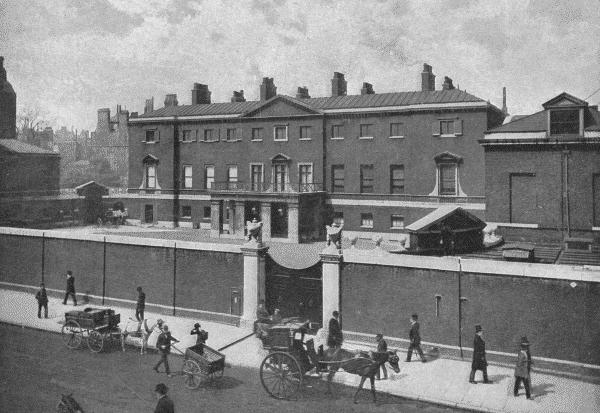
Casa Devonshire, Piccadilly, en 1896

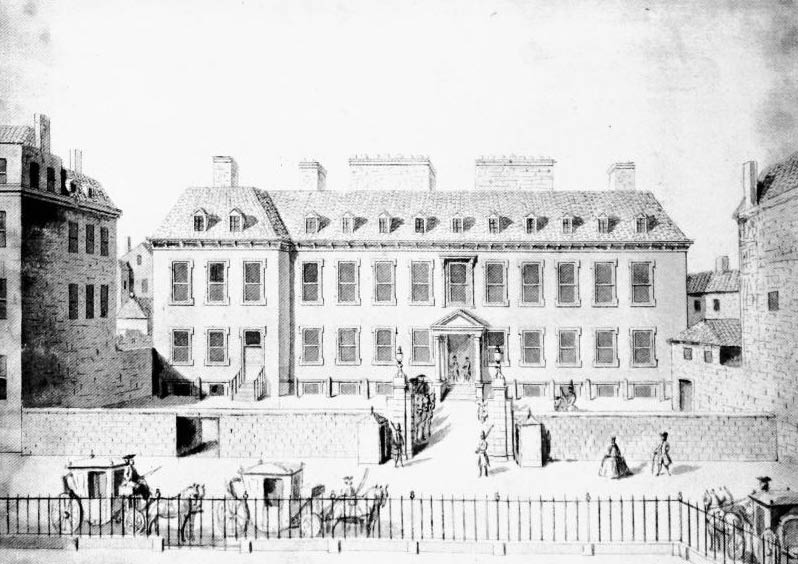
Casa de Leicester en Leicester Fields, 1748

- Castillo de Baynard, City de Londres, Condes de Pembroke 1551-1666;[3]
- Berkeley House, residencia del barón Berkeley de Stratton (una rama menor del barón Berkeley del castillo de Berkeley en Gloucestershire), ubicada en Bruton Abbey en Somerset, estaba en el sitio de Bruton Street, Stratton Street y Berkeley Square en Mayfair, y más tarde se convirtió en Devonshire. Casa.
- Berkeley's Inn, Baynard's Castle, City de Londres, casa de Thomas de Berkeley, quinto barón de Berkeley (1353-1417), que cedió en su testamento a Robert Knollis, un ciudadano de Londres.[4]
- Casa Bedford
- Casa Bridgewater, Westminster
- Casa de Buckingham (ahora Palacio de Buckingham)
- Burlington House (ahora sede de la Royal Academy)
- Casa Cambridge
- Casa Chandos, 2 Queen Anne Street, Marylebone; 3er duque de Chandos
- Chesterfield House (demolida en 1937, ahora bloque de apartamentos del mismo nombre en Mayfair)
- Chudleigh House, Knightsbridge, Westminster, más tarde llamada Kingston House
- Clarence House, residencia de la difunta reina Isabel la Reina Madre y ahora residencia del rey Carlos III
- Casa Clarendon
- Crewe House, Curzon Street, Mayfair, actualmente la embajada de Arabia Saudita
- Devonshire House (anteriormente en Piccadilly, frente al actual hotel Ritz. Anteriormente Berkeley House)
- Casa Dorchester
- Casa Dudley, Londres
- Casa de Essex
- Casa Forbes
- Grosvenor House (reemplazada por el hotel del mismo nombre); ver también Casa de Peterborough
- Harrington House, antigua residencia londinense del conde de Harrington
- Hertford House, Cannon Row, hogar de Edward Seymour, primer conde de Hertford (1539-1621), hijo del primer constructor de Somerset House. La actual Hertford House en Manchester Square, sede de la Colección Wallace, fue construida por uno de sus primos lejanos.
- Hungerford House, residencia del barón Hungerford hasta 1669. Más tarde se convirtió en el sitio del mercado de Hungerford y luego en la estación de tren de Charing Cross.
- Kingston House, Knightsbridge, Westminster, anteriormente llamada Chudleigh House
- Knyvet House, residencia de Thomas Knyvet, primer barón Knyvet (muerto en 1622), ahora 10 Downing Street
- Casa de Lancaster
- Casa Lansdowne
- Casa de Leicester, Westminster
- Londonderry House (anteriormente en Piccadilly)
- Marlborough House, que alguna vez fue residencia real y ahora es la Secretaría de la Commonwealth
- Casa Montagu
- Casa Norfolk
- Casa de Northumberland (demolida)
- Casa Pembroke, Whitehall
- Casa de Peterborough, Millbank, Westminster.
- Richmond House, construida hacia 1660 por Charles Stewart, tercer duque de Richmond (de Cobham Hall en Kent) en el lugar de la bolera del Palacio de Whitehall.[5]
- Casa Somerset, Playa
- Somerset House, Park Lane (construida entre 1769 y 1770; demolida en 1915)
- Spencer House, antigua residencia londinense de los Earls Spencer
- Stratford House, construida entre 1770 y 1766 por Edward Stratford, segundo conde de Aldborough.
- Suffolk Place, Southwark (Duque de Suffolk)
- Wentworth House, 5, St James's Square, construida en 1748-51 por William Wentworth, segundo conde de Strafford, según el diseño de Matthew Brettingham The Elder.[6] en 1984 fue la "Oficina del Pueblo" libia, cuyos disparos provocaron el asesinato de Yvonne Fletcher.

#### Palacios episcopales
- Palacio de Ely (Obispo de Ely)
- Casa Arundel (Obispo de Bath y Wells)
- Palacio de Bromley (Obispo de Rochester)
- Casa de Durham (Obispo de Durham)
- Palacio Fulham (Obispo de Londres)
- Palacio de Lambeth (Arzobispo de Canterbury)
- Palacio de Winchester (obispo de Winchester), Southwark;
- Casa de Rochester (Obispo de Rochester), Southwark;[7]
- Casa Waverley (Abad de Waverley), Southwark;[8]
- York House (Arzobispo de York)

### Provincias inglesas
Si bien la mayoría de los ejemplos ingleses de casas adosadas se encuentran en Londres, las ciudades de provincia también contienen algunos ejemplos históricos, por ejemplo la Casa Bampfylde (destruida en la Segunda Guerra Mundial) en Exeter, la capital del condado de Devon, la casa adosada del barón Poltimore de la familia Bampfylde, cuyo principal La sede rural era Poltimore House en Devon. También en Exeter estaba Bedford House, también demolida, la residencia urbana del duque de Bedford, que residía principalmente en Woburn Abbey en Bedfordshire, pero necesitaba una base en West Country desde la cual administrar sus vastas propiedades allí.

## Escocia

### Edimburgo

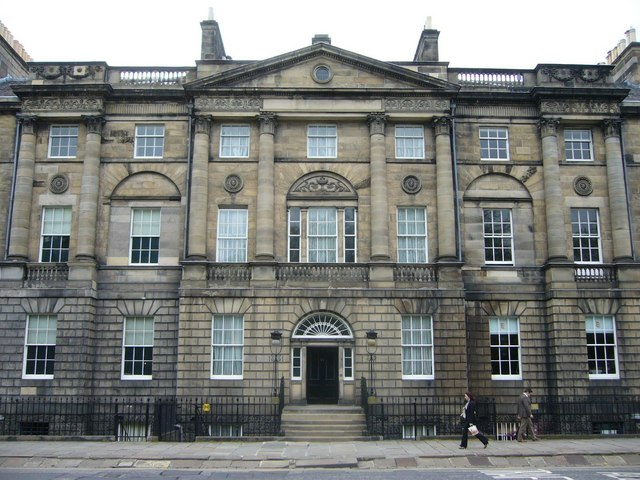
Casa Bute, Edimburgo

- Bute House : antigua residencia del Marqués de Bute en Charlotte Square de Edimburgo, ahora residencia oficial del Primer Ministro de Escocia[9]
- Dundas House : antigua casa de Sir Lawrence Dundas en Edimburgo, ahora la sucursal principal del Royal Bank of Scotland
- John Knox House : casa adosada del siglo XV en la Royal Mile
- Old Moray House: vivienda del siglo XVII de los condes de Moray en Canongate
- Queensberry House : comprada en 1689 por William Douglas, primer duque de Queensberry, ahora incorporada al nuevo edificio del Parlamento escocés y que alberga la oficina del presidente
- The Georgian House, Edimburgo : casa restaurada del siglo XVIII abierta al público

## Irlanda

### Dublín

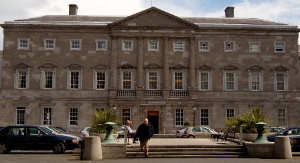
Leinster House, casa adosada del duque de Leinster en Dublín del. Ahora es la sede del parlamento.

- Leinster House en Dublín: residencia del duque de Leinster (primer duque de Irlanda) y ahora sede del Oireachtas Éireann, el parlamento irlandés.
- Powerscourt House : residencia en Dublín del vizconde Powerscourt, un destacado par irlandés. En los años 80 se convirtió con gran delicadeza en un centro comercial galardonado. (Vea aquí una imagen de uno de sus techos decorados).

El Dublín georgiano constaba de cinco plazas georgianas, que contenían las casas de pares destacados. Las plazas eran Merrion Square, St Stephen's Green, Fitzwilliam Square, Ruthland Square (ahora llamada Parnell Square) y Mountjoy Square. Muchas de las casas de estas plazas son ahora oficinas, mientras que algunas han sido demolidas.

## Otras lecturas
- Cunningham, Pedro. Handbook of London Past and Present, Londres, 1850 (ver sección 20: "Palacios y casas principales de la nobleza y la nobleza en la actualidad).
- Mansiones de Londres de David Pearce, (1986)ISBN 0-7134-8702-X
- Los ricos de Londres de Peter Thorold (1999)ISBN 0-670-87480-9
- Daisy, condesa de Fingall. Setenta años de juventud. Publicado por primera vez en 1937 (autobiografía de la esposa de un par irlandés, que abarca finales del siglo XIX y principios del XX).
- Ros, Maggi, La vida en la Inglaterra isabelina: un directorio de Londres y Westminster, 2008

- Datos: Q15979581